# Râul Valea Babei, Vișeu
Râul Valea Babei este un curs de apă, afluent al Vaser. 